# 사시노로
사시노로(이탈리아어: Sassinoro)는 이탈리아 캄파니아주 베네벤토도의 코무네다. 나폴리로부터 북동쪽 70km 베네벤토로부터 북서쪽 30km 거리에 위치해있다.